# Aguardiente de Ojén

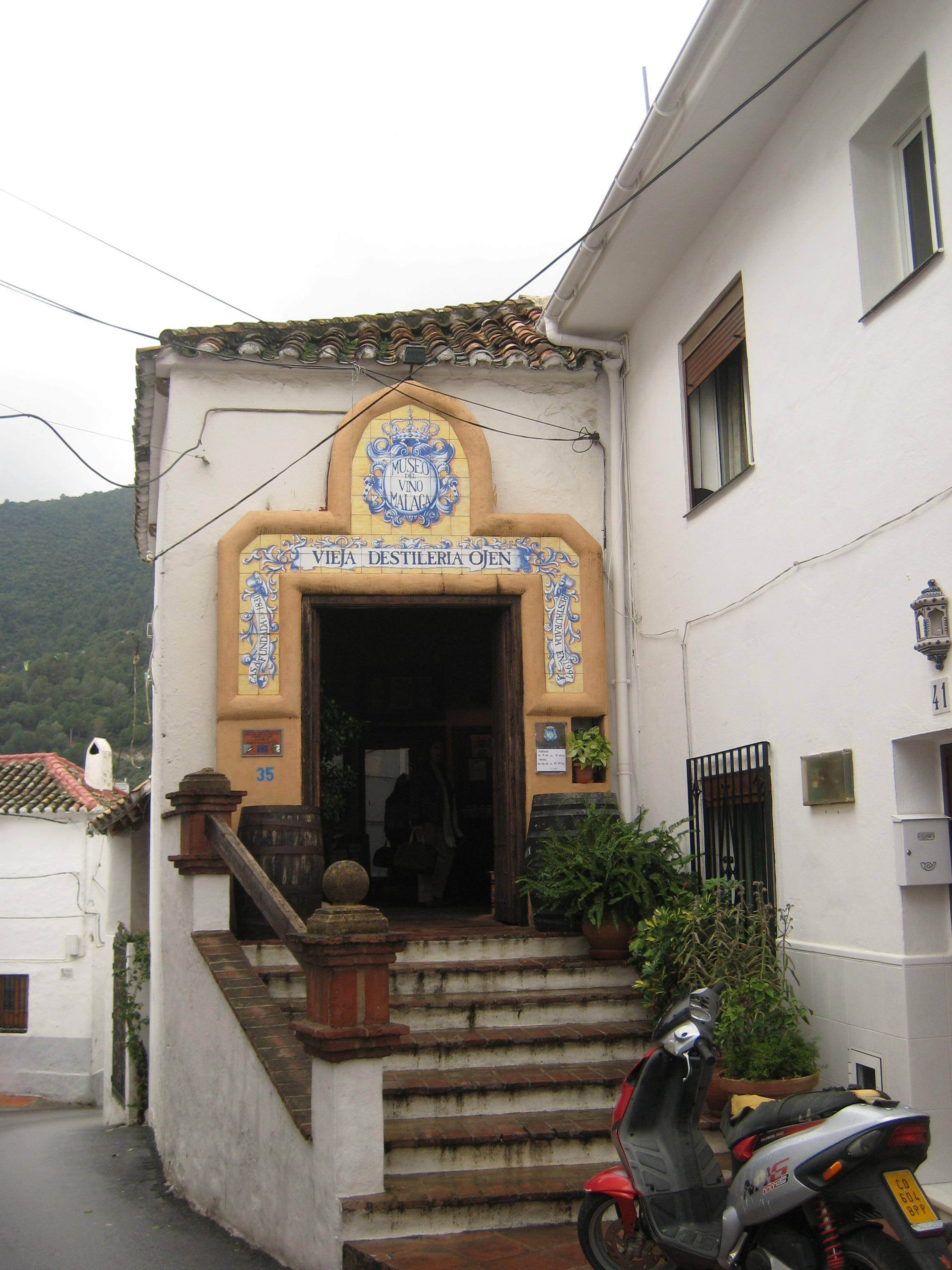
Vieja destilería de Ojén, fundada en 1830. El portal alicatado fue añadido en 1997.

El aguardiente de Ojén, anís de Ojén o, sencillamente, el ojén (término iniciado en minúscula cuando no es topónimo), es un tipo de aguardiente de vino, dulce y anisado, fabricado en Ojén, un pueblo de la provincia de Málaga, en Andalucía (España). La receta necesaria para su elaboración ha ido cambiando desde que fue inventada en 1830, pero tradicionalmente el ojén se fabricaba utilizando ingredientes que provenían única y exclusivamente del pueblo de Ojén: se destilaba vino elaborado a partir de las viñas locales (principalmente de uva moscatel), se usaba madera de enebro que debía ser quemada alcanzado un cierto punto en el proceso de elaboración, se usaban ramas de anís para aromatizar la destilación y finalmente se utilizaba el agua de la fuente del pueblo para rebajar la graduación en alcohol, estabilizando el volumen de éste en 40 grados, aunque en la actualidad se estabiliza a 37,5 grados. La historia de la fabricación de esta bebida ha atravesado tres etapas bien diferenciadas, separadas entre ellas por dos largos períodos de interrupción, uno de 42 años entre 1919 y 1961 y otro de 39 años entre 1974 y 2013:
- 1830-1919: «Pedro Morales e hijo, Ojén, aguardiente superior»
- 1961-1974: «Juan Espada Fernández, Ojén, aguardiente superior»
- Desde 2013: «Dominique Mertens Impex. S.L., Ojén, aguardiente superior»

## Historia

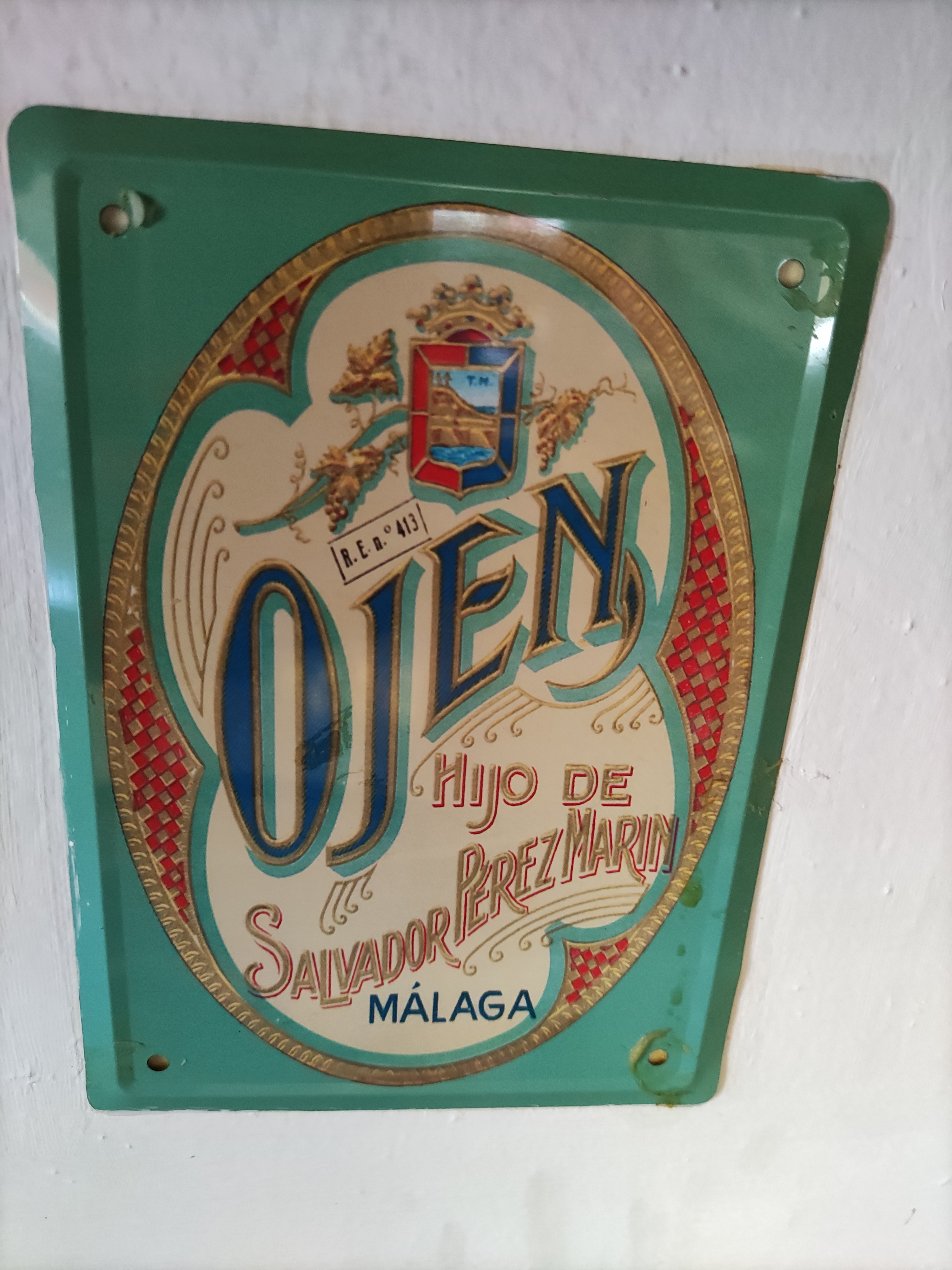
Publicidad Ojén Hijo de Salvador Pérez Marín

El aguardiente de Ojén comenzó a producirse en 1830, en una destilería fundada por Pedro Morales con nombre de razón social «Pedro Morales e hijo». Obtuvo un gran éxito, llegando a ganar 28 medallas, y poco a poco su fama fue extendiéndose tanto por España como por el extranjero, de modo que el nombre de Ojén llegó a utilizarse como una denominación genérica para aguardiente dulce de calidad. Aun así, la destilería legítima del municipio de Ojén se esforzaba, en los reclamos de su publicidad, en que se distinguiese a la verdadera marca de las imitaciones o de las falsificaciones. Además de las medallas y recompensas, la destilería obtuvo el derecho de lucir en las etiquetas de sus características botellas en forma de ataúd (de sección cuadrangular y más estrechas en la base que en la parte superior), los títulos de Proveedor de la Real Casa y Caballero de la Estrella de Oriente, junto a los escudos de España, Málaga y Ojén.
Pedro Morales, el fundador de la casa, murió en 1892 tras haber desheredado de la destilería a su hijo primogénito, Andrés Morales. Un biznieto de Pedro Morales se encontró heredero del negocio, Tomás Morales, cuyo hijo, «Periquito», heredó a su vez la destilería, pero murió en 1919 a la edad de 22 años y sin haber transmitido la receta del aguardiente. La destilería cerró en 1920 hasta que en 1958 surgió un hombre llamado Juan Espada Fernández (nacido en 1921) que negoció la compra de la destilería al propietario de entonces. Afirmaba estar en posesión de la receta del anís de Ojén porque, según decía, su padre había sido empleado de la destilería en tiempos de Pedro Morales y éste, en su lecho de muerte, le había transmitido el secreto de la destilación del anís. La venta de la destilería se concluyó en 31.500 duros y la producción del Aguardiente de Ojén fue relanzada en 1961. En esa época un empleado de Juan Espada, Francisco Cabrera, había conseguido ser contratado en la destilería habiéndose presentado como químico, pero Cabrera, por nepotismo, introdujo en el negocio a personas de su propia familia. El aumento excesivo de personal y los conflictos internos de la empresa hicieron que la destilería de Juan Espada cerrase definitivamente en 1974.
Entretanto, una bodega del marco de Jerez, Manuel Fernández s.a. (Bobadilla y cía) había comercializado desde los años 1930 un aguardiente de factura propia llamado White Label Ojen elaborado en sus bodegas de Jerez y no en la destilería de Ojén. El White Label Ojen estaba destinado a la exportación, sobre todo a los consumidores de la región de Nueva Orleans (Estados Unidos) por el éxito que había obtenido allí. El ojén de las destilerías Bobadilla y Cía o Solari era el ingrediente principal del popular cocktail Pink Shimmy y del Cocktail Ojen, marca registrada en Estados Unidos. Dejó de fabricarse en 2011, principalmente debido al consumo cada vez mayor del whisky, y en Nueva Orleans, para festejar su carnaval (Mardi Gras) los consumidores ya han reemplazado su antiguo consumo de White Label Ojen por el consumo de otro célebre anís español, el Anís del Mono.
La destilería familiar fue una discoteca durante la segunda mitad del siglo XX hasta que en 1997 se convirtió en un museo dedicado al vino de Málaga, museo para el que se hizo construir en la entrada un portal monumental alicatado.
En Ojén el aguardiente había dejado de fabricarse en 1974 con el cierre de la empresa fundada por Juan Espada, pero desde 2013 volvió a ser producido en la finca La Giralda, propiedad de la empresa ojeneta Dominique Mertens Impex. S.L. Los herederos de las familias Morales y Espada habían sido en su día propietarios de la patente de fabricación y junto a los poderes públicos de Ojén ya habían manifestado públicamente desde como mínimo los años 1990 su voluntad de relanzar la producción de este aguardiente, a casi un siglo del año en que dejó de ser fabricado por la familia fundadora. Más tarde, en el año 2000, la belga Dominique Mertens se instaló en Ojén, comprando la finca La Giralda. Enseguida oyó la historia del aguardiente local y desde entonces decidió iniciar ella misma el proceso de relanzamiento de la producción de ojén. Para ello hizo analizar una muestra de auténtico aguardiente original, conservado en una botella por el municipio de Ojén, lo cual reveló que la composición incluía hasta 16 hierbas diferentes procedentes de la Sierra de las Nieves. En los años 2010 el municipio de Ojén y Mertens, hoy ya fallecida, obtuvieron de la Unión Europea el reconocimiento de la denominación de origen «aguardiente de Ojén». Así fue como, una vez finalizado el proceso administrativo de reconocimiento de denominación de origen, la empresa Dominique Mertens Impex lanzó al mercado en 2013 las tres mil primeras botellas de aguardiente de Ojén fabricado en Ojén desde que en 1974 la empresa Juan Espada Fernández cerrase sus puertas. Dominique Mertens falleció al poco tiempo de que la denominación de origen fuese concedida y las primeras botellas fuesen producidas, pero su hija Maud Augustine Léa Reynaert y Juan Pablo Benítez (este último como responsable de Producción y Control de Calidad de Dominique Mertens Impex) han retomado la dirección de la empresa y la producción regular del aguardiente. El actual aguardiente de Ojén alcanza una graduación de 37,5 grados y se produce enteramente a partir del destilado de vino obtenido de las 1.400 cepas de uva moscatel alejandrina presentes en las dos hectáreas del viñedo de la finca La Giralda.
La receta actual del aguardiente se deriva en dos tipos, el aguardiente de chumbo y el aguardiente tradicional de hierbas. Según el historiador José Bernal Gutiérrez, la receta exacta original se ha perdido, pero aun así el ayuntamiento de Ojén conserva una botella original, todavía llena de un auténtico aguardiente de Ojén de tiempos pasados, con un sello que indica su reserva para la familia real española, lo que confirma su autenticidad.
En 2014, con ocasión del relanzamiento de la producción local en Ojén del famoso aguardiente, se inauguraba en el Museo del Molino de Aceite, el 14 de febrero, una sala dedicada a la historia del aguardiente de Ojén, llamada «Museo del Aguardiente de Ojén». Al mes siguiente, en marzo, la editorial marbellí Ediciones Algorfa publicaba el libro El aguardiente de Ojén: historia y leyenda, del historiador José Bernal Gutiérrez.

## Eslogan publicitario
Es célebre entre los españoles la pequeña cantinela «una copita... de ojén», que se canta haciendo una cesura después de pronunciada la palabra «copita» y efectuando una sinalefa en «de ojén». Aunque muchos españoles no se saben la letra sí que se saben al menos su sonsonete, dando con el dedo o con los nudillos los siete golpecitos característicos correspondientes a las siete sílabas de la cantinela, sobre la superficie de una mesa o sobre una puerta, por ejemplo. El origen de estas siete notas es incierto, pero ya estaban presentes en la ópera Los alabarderos de la Casa Real (1888), del británico Arthur Sullivan, o en la canción de 1899 At a Darktown Cakewalk, de Charles Hale. En el mundo anglosajón se piensa que los autores de la letra en inglés (Shave and a Haircut... Two Bits, literalmente: un afeitado y un corte de pelo... por dos monedas de 25 centavos) fueron en 1939 los estadounidenses Dan Shapiro, Lestor Lee y Milton Berle, aunque primero bajo la forma Shave and a Haircut... Shampoo, frase usada como coletilla cantada en el momento del cierre de los bares en los que actuaban. En Estados Unidos la melodía fue retomada en muchos medios diferentes, como por ejemplo el de los cortometrajes de dibujos animados (los cartoons). En Italia la melodía fue usada también bajo diferentes formas, pero para la publicidad del DDT. Por ejemplo, Ammazza la mosca... col flit es una famosa versión italiana de Shave and a Haircut. En España la melodía fue recuperada por la familia Morales para publicitar su Aguardiente de Ojén, y todavía en la actualidad tanto ese eslogan cantado como los siete golpes que marcan sus siete notas forman parte del acervo popular español. En tono de humor, por ejemplo, los españoles llaman a veces a una puerta marcando los siete golpes de lo que para ellos es la base musical de Una copita... de ojén.

## Legado cultural
Además de la cantinela «Una copita... de ojén», este aguardiente ha penetrado en otros ámbitos culturales:
- El escritor español Camilo José Cela menciona el Aguardiente de Ojén en su novela La colmena.
- Una botella de Aguardiente de Ojén aparece en el cuadro titulado Bodegón español (1912), del pintor malagueño Pablo Picasso.[16] El cuadro está conservado en el Museo de Arte Moderno de Villeneuve-d'Ascq, en Francia.
- En la película estadounidense ¿Quién engañó a Roger Rabbit? (1988) un personaje, el juez Doom, enuncia la cantinela en inglés «Shave and a Haircut...», a la que otro personaje, Roger Rabbit, un conejo animado, contesta «Two Bits!». En la versión doblada en España el doblaje retomó la cantinela del aguardiente, con el juez Doom formulando el inicio de frase «Una copita...» y con Roger Rabbit contestándole «¡de ojén!», no pudiendo el conejo resistirse a la tentación de terminar la frase. En el doblaje de Hispanoamérica, en cambio, la frase de Doom Shave and a Haircut fue doblada con Sal de donde estés, conejo y la respuesta de Roger Rabbit Two Bits fue doblada con el simple tarareo ¡Ta-raaa!
- Al ojén se lo menciona en la sintonía de presentación del programa culinario de televisión Con las manos en la masa, emitido en Televisión Española de 1984 a 1991. El tema fue una canción escrita y compuesta por Carmen Santonja (1934-2000), hermana de la presentadora del programa, Elena Santonja (1932-2016), y parte integrante del dúo femenino Vainica Doble. La canción, excepcionalmente, no estuvo cantada por las dos intérpretes, sino por la otra componente del dúo, Gloria van Aerssen (1932-2015), y por Joaquín Sabina. En la letra de la canción Sabina replica a Van Aerssen «Dame pepinillos, y yo los remojaré con una copita de ojén».